# Сармијада (Балановац)
Сармијада је културно-гастрономска и туристичка манифестација која се одржава сваке године у октобру, у селу Балановац код Књажевца, у организацији месне заједнице. Учесници се такмиче у припреми најбоље сарме, традиционалног српског јела које се прави од киселог купуса, млевеног меса и пиринча, а за госте се приређује забавни програм.

## Историја
Прва Сармијада је одржана новембра 2022. године, са четири екипе. Манифестацију је отворио председник општине Књажевац Милан Ђокић, а победник је био Иван Ранђеловић из Балановца. Друго издање манифестације је одржано 13. октобра 2023. године, са већим бројем учесника.